# 봉전항 (여수시)
봉전항은 전라남도 여수시 율촌면 봉전리 봉전마을 인근에 있는 어항이다. 2007년 8월 8일 어촌정주어항으로 지정하여 관리하고 있다. 시설관리자는 여수시장이다.

## 어항 구역
- 수역: 북위 34°48′09″, 동경 127°32′24″의 지점에서 S25°E방향으로 140m점과 이 점에서 N77°E방향으로 150m점과 이 점에서 N25°E방향으로 육지부를 연결하는 선을 따라 형성된 공유수면[1]

## 어항 시설
- 방파제 97m, 선착장 56m

## 기본 계획
- 방파제 137m, 선착장 56m, 호안도로 119m[1]

## 정비 계획
- 방파제 40m, 호안도로 119m[2]

## 주요 어종
- 새꼬막